# جاردنريا متعددة النباتات
جاردنريا متعددة النباتات (Gardneria multiflora)، هو نوع من النباتات المزهرة ينتمي إلى عائلة Loganiaceae.

## البيئة والانتشار
موطنه الصين وتايوان وشبة القارة الهندية، ينمو كزاحف في الغابات الكثيفة في بيئته الطبيعية المنتشر فيها، يستخدم في المجالات الطبية، وخاصة الجذور والأوراق.